# Takahara Toshiyasu
Toshiyasu Takahara (髙原 寿康 Takahara Toshiyasu, sinh ngày 18 tháng 10 năm 1980 ở Gifu, Gifu) là một cầu thủ bóng đá người Nhật Bản hiện tại thi đấu cho Machida Zelvia.

## Thống kê sự nghiệp câu lạc bộ
Cập nhật đến ngày 23 tháng 2 năm 2017.
| Thành tích câu lạc bộ | Thành tích câu lạc bộ | Thành tích câu lạc bộ | Giải vô địch | Giải vô địch | Cúp                   | Cúp                   | Cúp Liên đoàn | Cúp Liên đoàn | Châu lục | Châu lục  | Khác1   | Khác1     | Tổng cộng | Tổng cộng |
| Mùa giải              | Câu lạc bộ            | Giải vô địch          | Số trận      | Bàn thắng    | Số trận               | Bàn thắng             | Số trận       | Bàn thắng     | Số trận  | Bàn thắng | Số trận | Bàn thắng | Số trận   | Bàn thắng |
| Nhật Bản              | Nhật Bản              | Nhật Bản              | Giải vô địch | Giải vô địch | Cúp Hoàng đế Nhật Bản | Cúp Hoàng đế Nhật Bản | Cúp Liên đoàn | Cúp Liên đoàn | AFC      | AFC       | Khác    | Khác      | Tổng cộng | Tổng cộng |
| --------------------- | --------------------- | --------------------- | ------------ | ------------ | --------------------- | --------------------- | ------------- | ------------- | -------- | --------- | ------- | --------- | --------- | --------- |
| 2003                  | Júbilo Iwata          | J1 League             | 2            | 0            | 0                     | 0                     | 1             | 0             | -        | -         | -       | -         | 3         | 0         |
| 2004                  | Júbilo Iwata          | J1 League             | 0            | 0            | 0                     | 0                     | 0             | 0             | 0        | 0         | -       | -         | 0         | 0         |
| 2005                  | Consadole Sapporo     | J2 League             | 10           | 0            | 0                     | 0                     | -             | -             | -        | -         | -       | -         | 10        | 0         |
| 2006                  | Consadole Sapporo     | J2 League             | 4            | 0            | 0                     | 0                     | -             | -             | -        | -         | -       | -         | 4         | 0         |
| 2007                  | Consadole Sapporo     | J2 League             | 0            | 0            | 0                     | 0                     | -             | -             | -        | -         | -       | -         | 0         | 0         |
| 2008                  | Consadole Sapporo     | J1 League             | 0            | 0            | 0                     | 0                     | 0             | 0             | -        | -         | -       | -         | 0         | 0         |
| 2009                  | Consadole Sapporo     | J2 League             | 16           | 0            | 2                     | 0                     | -             | -             | -        | -         | -       | -         | 18        | 0         |
| 2010                  | Consadole Sapporo     | J2 League             | 34           | 0            | 1                     | 0                     | -             | -             | -        | -         | -       | -         | 35        | 0         |
| 2011                  | Consadole Sapporo     | J2 League             | 0            | 0            | 0                     | 0                     | -             | -             | -        | -         | -       | -         | 0         | 0         |
| 2012                  | Consadole Sapporo     | J1 League             | 10           | 0            | 1                     | 0                     | 0             | 0             | -        | -         | -       | -         | 11        | 0         |
| 2013                  | Shimizu S-Pulse       | J1 League             | 0            | 0            | 1                     | 0                     | 1             | 0             | -        | -         | -       | -         | 2         | 0         |
| 2014                  | Machida Zelvia        | J3 League             | 11           | 0            | 0                     | 0                     | -             | -             | -        | -         | -       | -         | 11        | 0         |
| 2015                  | Machida Zelvia        | J3 League             | 36           | 0            | 0                     | 0                     | -             | -             | -        | -         | 2       | 0         | 38        | 0         |
| 2016                  | Machida Zelvia        | J2 League             | 42           | 0            | 0                     | 0                     | –             | –             | –        | –         | –       | –         | 42        | 0         |
| Tổng cộng sự nghiệp   | Tổng cộng sự nghiệp   | Tổng cộng sự nghiệp   | 167          | 0            | 5                     | 0                     | 2             | 0             | 0        | 0         | 2       | 0         | 174       | 0         |

1Bao gồm J2/J3 Playoffs.